# 橡樹溪 (威斯康辛州)
橡樹溪（英語：Oak Creek）是美国威斯康辛州東南部密爾沃基縣的一個城市。1955年設市。
根据美国人口调查局2000年统计，共有人口28,456人，其中白人占93.79%、亚裔美国人占3.21%。
2012年8月5日，當地錫克教寺廟發生槍擊事件，連同兇嫌在內有七人死亡。